# Vạn Ninh, huyện Quảng Ninh
Vạn Ninh là một xã thuộc huyện Quảng Ninh, tỉnh Quảng Bình, Việt Nam.

## Địa lý
Xã Vạn Ninh nằm ở cực nam huyện Quảng Ninh cách trung tâm huyện lỵ khoảng 25 km về phía đông bắc, có vị trí địa lý:
- Phía đông giáp xã Gia Ninh
- Phía nam và phía tây giáp huyện Lệ Thủy
- Phía bắc giáp xã An Ninh và xã Trường Xuân.

Xã Vạn Ninh có diện tích 29,57 km², dân số năm 2019 là 7.049 người, mật độ dân số đạt 238 người/km².

## Hành chính
Xã Vạn Ninh được chia thành 10 thôn: Đại Phúc, Phúc Sơn, Xuân Sơn, Áng Sơn, Bến, Giữa, Sỏi, Tây, Đồn, Nam Hải.

## Kinh tế
Vạn Ninh là một xã thuần nông, người dân ở đây từ bao đời nay chủ yếu sống bằng nghề nông, nhưng do xu thế phát triển và nhu cầu đời sống một số gia đình củng đã chuyển đổi ngành nghề và có cuộc sống ổn định và khá giả hơn, bộ mặt nông thôn nơi đây ngày một tươi mới và khang trang hơn.
Vạn Ninh có hai tuyến đường huyết mạch đi qua:
- Tuyến đường sắt Bắc - Nam
- Tuyến quốc lộ 15A một nhánh đông của con đường Trường Sơn huyền thoại, nay đã được cải tạo nâng cấp thành đường Hồ Chí Minh.

Ở đây, còn có đường 10 nối đường Đông Trường Sơn với Tây Trường Sơn.

## Văn hóa
Làng Phúc Tín thuộc Thôn Đại Phúc, xã Vạn Ninh là quê hương của Lễ Thành Hầu Nguyễn Hữu Cảnh một danh tướng dưới thời nhà Nguyễn đã có công khai phá vùng đất phương Nam của Tổ Quốc. Nhà thờ Nguyễn Hữu Cảnh ở thôn Đại Phúc đã được công nhận là di tích lịch sử văn hóa cấp quốc gia, hằng năm có nhiều du khách thập phương đên dâng hương thăm viếng.